# Бернар Тальвар
Бернар Тальвар (фр. Bernard Gérard Talvard, нар. 8 жовтня 1947, Мелен, Франція) — французький фехтувальник на рапірах, триразовий бронзовий призер (1972 та двічі 1976 роки) Олімпійських ігор, дворазовий чемпіон світу.

## Виступи на Олімпіадах
| Олімпіада     | Дисципліна           | Місце     |
| ------------- | -------------------- | --------- |
| Мюнхен 1972   | індивідуальна рапіра | 5 p2 r4/5 |
| Мюнхен 1972   | командна рапіра      | 3         |
| Монреаль 1976 | індивідуальна рапіра | 3         |
| Монреаль 1976 | командна рапіра      | 3         |